# Archidiocèse de Freetown

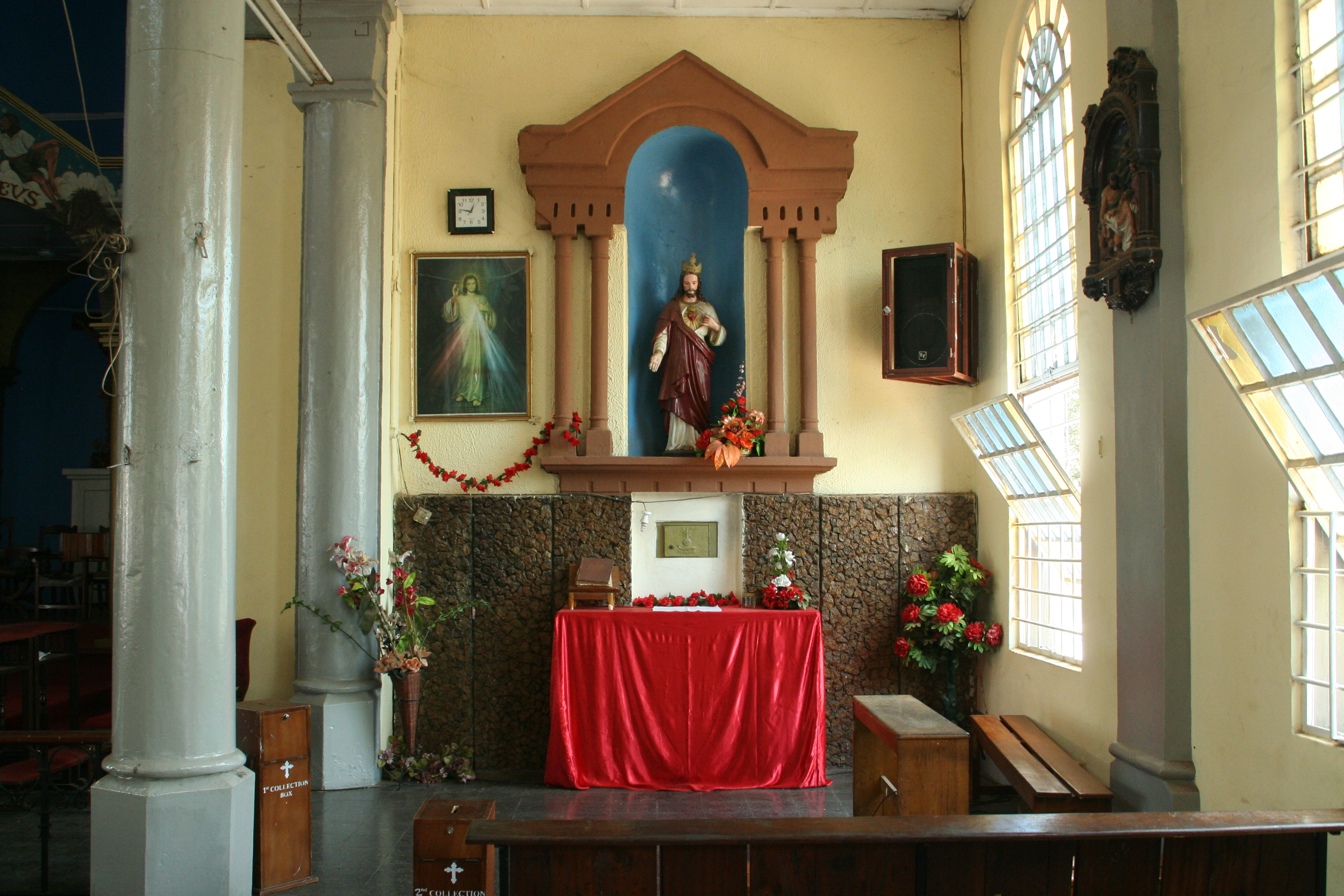
L’intérieur de l’église catholique de Freetown

L'archidiocèse de Freetown (en latin: Archidioecesis Liberae Urbis) est la plus importante circonscription ecclésiastique de l’Église catholique en Sierra Leone (Afrique occidentale). Elle est centrée sur la ville de Freetown, la capitale et ville la plus peuplée du pays africain de la Sierra Leone. Le vicariat apostolique créé en 1858 est érigé en diocèse en 1950 et archidiocèse en 1970.
Couvrant près de 5 000 km2 autour de Freetown, capitale de la Sierra Leone moderne, il compte trois diocèses suffragants : Bo, Kenema et Makeni. Mgr Edward Charles en est l’archevêque depuis 2011.

## Histoire
Cette région d’Afrique occidentale fut ravagée par l’esclavagisme. Lorsque la traite des esclaves est interdite, les Anglais commencent à y rapatrier des esclaves noirs affranchis, qui créent la ville de Freetown. La population demandant l’aide de missionnaires catholiques le Saint-Siège (la Propaganda Fide) y envoie Mgr Melchior de Marion-Brésillac, récent fondateur de la Société des missions africaines de Lyon, avec quelques compagnons. Il est le premier supérieur ecclésiastique du vicariat apostolique de Sierra Leone créé le 13 avril 1858 par le pape Pie IX avec territoire détaché du vicariat apostolique des Deux-Guinées et de Sénégambie.
Les débuts sont désastreux, tous les missionnaires meurent de fièvre jaune dans l’année qui suit. Mgr Marion-Brésillac meurt le 25 juin 1859, six mois après son arrivée, et le vicariat reste vacant durant de nombreuses années. Il n’en est pas moins démembré en 1897 pour la création de la préfecture apostolique de Guinée-française, et en 1903 pour la préfecture apostolique du Liberia. Ce n’est qu’en 1903 que le second vicaire apostolique est nommé.
Le vicariat est élevé au rang de diocèse le 15 avril 1950sous le nom de diocèse de Freetown et Bo. En 1952 la préfecture apostolique de Makeni en est séparée. 
Le diocèse de Freetown et Bo devient archidiocèse métropolitain le 11 novembre 1970. A la même date le diocèse de Kenema en est séparé.  Nouvelle division de l’archidiocèse en 2010 : le diocèse de Bo (en) en est détaché. Les trois diocèses du pays, Makeni, Kenema et Bo sont suffragants de l'archidiocèse de Freetown. 
L’archidiocèse a son siège en la cathédrale du Sacré-Cœur, construite de 1884 à 1887.